# Подсередненское сельское поселение
Подсередненское сельское поселение — упразднённое сельское поселение в Алексеевском районе Белгородской области.
Административный центр — село Подсереднее.
Упразднено 19 апреля 2018 с преобразованием Алексеевского муниципального района в Алексеевский городской округ.

## География
Территория сельского поселения на юге граничит с Красногвардейским районом, на севере — с Афанасьевским, а на востоке с Иловским сельским поселением.

## Население
| 2010  | 2011  | 2012  | 2013  | 2014  | 2015  | 2016  |
| ----- | ----- | ----- | ----- | ----- | ----- | ----- |
| 1260  | ↘1257 | ↗1271 | ↗1289 | ↗1310 | ↘1285 | ↘1284 |
| 2017  | 2018  |       |       |       |       |       |
| ↘1267 | ↘1258 |       |       |       |       |       |

## Состав сельского поселения
| № | Населённый пункт | Тип населённого пункта       | Население |
| - | ---------------- | ---------------------------- | --------- |
| 1 | Подсереднее      | село, административный центр | ↘1284     |